# La Bastide-l'Évêque
La Bastide-l'Évêque (en occitano La Bastida de l'Evesque), era una comuna francesa situada en el departamento de Aveyron, de la región de Occitania, que el 1 de enero de 2016 pasó a ser una comuna delegada de la comuna nueva de Le Bas-Ségala al fusionarse con las comunas de Saint-Salvadou y Vabre-Tizac.

## Demografía
| Gráfica de evolución demográfica de La Bastide-l'Évêque entre 1800 y 2013 |
|                                                                           |

Los datos demográficos contemplados en este gráfico de la comuna de La Bastide-l'Évêque se han cogido de 1800 a 1999 de la página francesa EHESS/Cassini, y los demás datos de la página del INSEE.